# مارك سكوت (منافس ألعاب قوى)
مارك سكوت (بالإنجليزية: Marc Scott) هو منافس ألعاب قوى بريطاني، ولد في 21 ديسمبر 1993 في شمال يوركشاير في المملكة المتحدة.

## وصلات خارجية
- مارك سكوت على موقع الاتحاد الدولي لألعاب القوى (الإنجليزية)
- مارك سكوت على موقع الاتحاد الأوروبي لألعاب القوى (الإنجليزية)
- مارك سكوت على موقع الاتحاد البريطاني لألعاب القوى (الإنجليزية)
- مارك سكوت على موقع ThePowerOf10.info (الإنجليزية)
- مارك سكوت على موقع الدوري الماسي (الإنجليزية)
- مارك سكوت على موقع TFRRS.org (الإنجليزية)
- مارك سكوت على موقع اللجنة الأولمبية الدولية (الإنجليزية)
- مارك سكوت على موقع أوليمبيديا (الإنجليزية)
- مارك سكوت على موقع اللجنة الأولمبية البريطانية (الإنجليزية)